# Eka Tjipta Widjaja
Eka Tjipta Widjaja (phát âm tiếng Indonesia: [ˈeka ˈtʃipta wiˈdʒaja]; 1921–2019), sinh ra ở Tuyền Châu, Trung Quốc với tên Oei Ėk-Tjhong (tiếng Trung: 黃奕聰; bính âm: Huáng Yìcōng, Hán-Việt: Hoàng Dịch Thông), là chủ ngân hàng và nhà công nghiệp người Trung Quốc – Indonesia. Ông thành lập Tập đoàn Sinar Mas, một trong những tập đoàn lớn nhất trong thời kỳ đặt hàng mới của Indonesia. Ngân hàng hàng đầu của ông, BII hoặc Bank International Indonesia, đã tài trợ cho nhiều liên doanh khác của ông, khiến ông đã có lúc trở thành vua của cùi dừa.

## Tiểu sử
Eka Tjipta Widjaja có tên khai sinh là Oei Ek Tjhong, sinh năm 1921 tại Tuyền Châu, Phúc Kiến, Trung Hoa Dân Quốc. Ông là con trai của một thương nhân có trụ sở tại Sulawesi (Celebes). Ông chuyển đến Indonesia khi ông được 9 tuổi và bắt đầu bán bánh quy năm 17 tuổi.

## Giáo dục
Widjaja nhận bằng Tiến sĩ danh dự về Kinh tế từ Đại học Pittsburg State.